# Shadow People
Pour plus de détails, voir Fiche technique et Distribution.
Shadow People ou The Door est un thriller fantastique américain réalisé par Matthew Arnold, sorti en 2013. Il s'agit du premier long métrage du réalisateur.

## Synopsis
En pleine nuit, un animateur de radio communautaire The Night Shift reçoit un des auditeurs, un mystérieux jeune homme de dix-sept ans dont la voix semble effrayée, qui affirme être surveillé par ce qu'il appelle des « ombres de gens » et, ne s'intéressant pas à ce qu'il dit, lui conseille d'aller voir un psychiatre. Un matin, à son habitude, il ramasse son journal et une enveloppe sur laquelle est écrit « Lisez et croyez » : il découvre alors les preuves des « ombres de gens ». La nuit revenue, il reprend son service et tombe à nouveau le jeune homme. Ce dernier lui avoue qu'il a peur de dormir à cause des « ombres de gens » et possède une arme. Après une conversation vive et alertée, le coup est parti. Plus tard, l'animateur apprend par son collègue que le jeune est toujours vivant et que ses parents l'avait emmené à l’hôpital : il avait juste visé le mur. Voulant lui rendre visite, il est stupéfait : l'adolescent est mort pendant son sommeil, sans aucune explication…

## Fiche technique
Sauf indication contraire, les informations mentionnées dans cette section peuvent être confirmées par la base de données cinématographiques IMDb,  présente dans la section « Liens externes ».
- Titre original : Shadow People ou The Door
- Réalisation : Matthew Arnold (en)
- Scénario : Matthew Arnold, d'après une histoire de Matthew Arnold et Travis Rooks
- Musique : Corey Wallace
- Direction artistique : Andrew W. Bofinger et Nick Ralbovsky
- Costumes : Sandra Algood
- Photographie : Matthew Heckerling
- Montage : Martin Hunter, Todd Killingsworth et Herbert James Winterstern
- Production : Michael Ohoven (en)
- Production déléguée : James Gibb, Joyce Giraud et Todd Williams
- Coproduction : Andrew Mann, Travis Mann, Paul Pender, John Portnoy et Nick Thurlow
- Sociétés de production : Infinity Media ; Dark Hall Productions et Upload Films (coproductions)
- Société de distribution : Anchor Bay Films
- Format : couleur – 2,35:1
- Pays de production :  États-Unis
- Langue originale : anglais
- Genre : thriller fantastique
- Durée : 89 minutes
- Date de sortie : États-Unis : 19 mars 2013 (DTV)

## Distribution
- Dallas Roberts : Charlie Crowe, l'animateur de radio
- Alison Eastwood : Sophie Lacombe, la chercheuse du CDC (Centers for Disease Control and Prevention)
- Anne Dudek : Ellen, l'ex-femme de Charlie Crowe
- Mariah Bonner : Maggie, la jeune bibliothécaire
- Mattie Liptak : Preston Camfield, le fils de Charlie Crowe
- Christopher Berry : Tom DiMartino, le collègue de Charlie Crowe
- Jonathan Baron : Jeff Pyatt, l'étudiant
- Marco St. John : Professeur Norman Fisher
- Ritchie Montgomery : Jim « Sparky » Taylor, le propriétaire du bar

## Tournage
Le tournage a lieu à Baton Rouge, en Louisiane.

## Accueil
Shadow People est présenté en avant-première au Marché du film au festival de Cannes 2012 avant de l'être lancé directement en vidéo le 19 mars 2013.

### Internet
- Shadow People sur Encyclopédie du paranormal